# Glenys Beasley
Glenys Beasley (* 12. Februar 1944 in Victoria) ist eine ehemalige australische Sprinterin.
Bei den British Empire and Commonwealth Games 1962 in Perth erreichte sie über 100 Yards das Halbfinale und siegte mit der australischen 4-mal-110-Yards-Stafette.
1962 wurde sie Australische Meisterin über 100 Yards und 220 Yards.

## Persönliche Bestzeiten
- 100 m: 11,6 s, 6. Januar 1962, Melbourne
- 200 m: 24,1 s, 9. Februar 1963, Melbourne